# Josh Lawson
Joshua "Josh" Lawson (Brisbane, Queensland; 16 de diciembre de 1981) es un actor australiano, conocido por haber interpretado a Toby Jones en la serie Sea Patrol.

## Biografía
Su hermano mayor es el actor Ben Lawson y su hermano menor es Jordan Lawson, quien toca el bajo en la banda llamada "The Gallant".
Asistió a la prestigiosa escuela de teatro National Institute of Dramatic Art "NIDA" de donde se graduó en 2001 con un grado en actuación.
Josh salió por un tiempo con la actriz Diana Glenn.

## Carrera
Lawson ha aparecido como invitado en exitosas series australianas como Blue Heelers, All Saints y en el programa de improvisación cómico Thank God You're Here.
En 2007 se unió al elenco principal de la primera temporada de la serie Sea Patrol donde interpretó al marinero, chef y asistente médico Toby "Chefo" Jones.
En 2010 se unió a la nueva serie norteamericana Romantically Challanged protagonizada por Alyssa Milano, donde interpretó a Shawn Goldwater, pero el 17 de mayo de ese mismo año la serie fue cancelada luego de que solo se hubiesen emitido cuatro episodios.
En 2011 aparecerá en el thriller Crave, junto a Emma Lung. La historia se centra en Aiden, un fotógrafo con problemas (Lawson), cuyas peligrosas visiones lo fuerzan a terminar su romance con una joven mujer (Lung) y termina siendo perseguido por un detective (Perlman). Ese mismo año en febrero interpretó a Michael Sullivan en la película hecha para la televisión Underbelly Files: The Man Who Got Away.
En 2012 se unió al elenco de la serie House of Lies donde interpreta a Doug Guggenheim, junto a los actores Don Cheadle y Kristen Bell.

## Filmografía

### Series de televisión
| Año         | Título                   | Personaje             | Notas                                       |
| ----------- | ------------------------ | --------------------- | ------------------------------------------- |
| 2015 - 2021 | Superstore               | Tate Staskiewicz      | 9 episodios                                 |
| 2017        | Hoges                    | Paul Hogan            | 2 episodios - miniserie                     |
| 2016        | Wrecked                  | Eric                  | episodio "The Adventures of Beth and Lamar" |
| 2012 - 2016 | House of Lies            | Doug Guggenheim       | 58 episodios                                |
| 2014        | Kinne                    | Invitado              | 6 episodios                                 |
| 2013        | Arrested Development     | Astronauta            | episodio "Smashed"                          |
| 2012        | Lowdown                  | Mark Hardy            | episodio "A Bollywood Ending"               |
| 2010        | Romantically Challenged  | Shawn Goldwater       | 6 episodios                                 |
| 2010        | Wilfried                 | Spencer               | episodio "The Dog Father"                   |
| 2007 - 2009 | Chandon Pictures         | Carmichael Chandon    | 11 episodios                                |
| 2007        | The Librarians           | Lachie Davis          | 6 episodios                                 |
| 2007        | Sea Patrol               | Toby "Chefo" Jones    | 13 episodios                                |
| 2006        | Nightmares & Dreamscapes | Doctor de Emergencias | episodio "Autopsy Room Four"                |
| 2006        | All Saints               | Nick Bagnall          | episodio "Tough Love"                       |
| 2006        | Blue Heelers             | David Murray          | 5 episodios                                 |
| 2001        | TwentyfourSeven          | Tony White            | episodio "It's My Life"                     |
| 1998        | Medivac                  | Rob                   | episodio "Denial"                           |
| 1997        | The Wayne Manifesto      | Trevor                | 2 episodios                                 |

### Películas
| Año  | Título                                     | Personaje             | Notas                                                                                 |
| ---- | ------------------------------------------ | --------------------- | ------------------------------------------------------------------------------------- |
| 2025 | Mortal Kombat 2                            | Kano                  | Personaje principal                                                                   |
| 2023 | Espíritu libre                             | Roger Watson          |                                                                                       |
| 2021 | Mortal Kombat                              | Kano                  | Personaje principal                                                                   |
| 2017 | Becoming Bond                              | George                |                                                                                       |
| 2017 | Hoges: The Paul Hogan Story                | Paul Hogan            | junto a Justine Clarke, Ryan Corr, Laura Gordon y Sean Keenan                         |
| 2016 | The Eleven O'Clock                         | doctor Terry Phillips | Corto. Junto a Damon Herriman                                                         |
| 2015 | Border Protection Squad                    | -                     | junto a Christian Clark, Lachy Hulme, Amy Ruffle, Ash Williams y Amber Clayton        |
| 2014 | Warning Labels                             | Gil                   | corto - junto a Karen Gillan, Rose McIver y Eric Christian Olsen                      |
| 2014 | The Little Death                           | Paul                  | junto a Bojana Novakovic, Lisa McCune, Damon Herriman, Lachy Hulme y Patrick Brammall |
| 2014 | $quid: The Movie                           | Chris                 | junto a Christian Clark, Henry Nixon y Ed Kavalee                                     |
| 2013 | Anchorman: The Legend Continues            | Kench Allenby         | junto a Kristen Wiig, Steve Carell y Jim Carrey                                       |
| 2013 | Free Birds                                 | -                     | junto a Woody Harrelson, Owen Wilson, Amy Poehler y Keith David                       |
| 2013 | Growing Up and Other Lies                  | Jake                  | junto a Adam Brody, Wyatt Cenac, Danny Jacobs y Amber Tamblyn                         |
| 2013 | Rocket Dog                                 | Bob                   | junto a Mel Roach, Steve Blum y Kari Wahlgren                                         |
| 2012 | Crave                                      | Aiden                 | junto a Emma Lung, Ron Perlman, Edward Furlong y Christopher Stapleton                |
| 2012 | The Campaign                               | Tripp                 | junto a Will Ferrell, Zach Galifianakis y Jason Sudeikis                              |
| 2012 | Any Questions to Ben?                      | Ben                   | junto a Christian Clark, Rachael Taylor, Jodi Gordon, John Howard y Daniel Henshall   |
| 2012 | Crave                                      | Aiden                 | junto a Emma Lung, Ron Perlman y Christopher Stapleton                                |
| 2011 | House of Lies                              | Doug                  | junto a Kristen Bell y Don Cheadle                                                    |
| 2011 | Pet                                        | Julian                | corto - junto a Damon Herriman y Angus King                                           |
| 2011 | Underbelly Files: The Man Who Got Away     | Michael Sullivan      | junto a Toby Schmitz, Claire van der Boom, Brendan Cowell y Aaron Jeffrey             |
| 2011 | Freeloaders                                | Dave                  | junto a Olivia Munn                                                                   |
| 2010 | The Wedding Party                          | Steve                 | junto a Isabel Lucas, Essie Davis, Steve Bisley, Nadine Garner y Kestie Morassi       |
| 2010 | Hawke                                      | Grant Nihill          | junto a Richard Roxburgh, Asher Keddie y Felix Williamson                             |
| 2010 | After the Credits                          | Pasajero Salvaje      | corto - junto a Robin McLeavy, Nicholas Brown, Maya Stange y Toby Schmitz             |
| 2009 | Law and Order: Really Special Victims Unit | El Pianista           | corto - junto a Gregory Itzin y Richard Keith                                         |
| 2009 | Waiting to Die                             | Jeff                  | junto a B.J. Bales                                                                    |
| 2008 | Spaced                                     | Ben                   | junto a Sara Rue                                                                      |
| 2007 | $quid                                      | Chris                 | corto - junto a Ed Kavalee                                                            |
| 2007 | BoyTown Confidential                       | Andy                  | junto a Mick Molloy                                                                   |
| 2006 | BoyTown                                    | Andy                  | junto a Mick Molloy                                                                   |
| 2006 | Human Lie Detector                         | Hombre en Restaurante | corto - junto a Travis McMahon y Matylda Buczko                                       |
| 2006 | Charmed Robbery                            | Cliente               | corto                                                                                 |
| 1998 | The Day of the Roses                       | Mark Shuttler         | -                                                                                     |

### Director y escritor
| Año  | Película                                        | Notas                        |
| ---- | ----------------------------------------------- | ---------------------------- |
| 2014 | The Little Death                                | director y escritor          |
| 2014 | $quid: The Movie                                | escritor y editor del script |
| 2013 | The Elegant Gentleman's Guide to Knife Fighting | 3 episodios - escritor       |
| 2012 | Scumbus                                         | escritor de la historia      |
| 2011 | Some Say Love                                   | escritor - episodio "Piloto" |
| 2010 | After the Credits                               | corto - director             |
| 2009 | TV Burp                                         | 7 episodios - escritor       |
| 2009 | Law and Order: Really Special Victims Unit      | corto - escritor             |
| 2008 | Stupid Stupid Men                               | escritor episodio "Coqtober" |

### Apariciones
| Año         | Programa              | Notas       |
| ----------- | --------------------- | ----------- |
| 2014        | Kinne                 | 6 episodios |
| 2012        | Agony Uncles          | 6 episodios |
| 2006 - 2009 | Thank God You're Here | 9 episodios |
| 2009        | Wipeout Australia     | presentador |

### Teatro
| Año  | Obra                | Personaje | Director | Teatro              | Notas                                            |
| ---- | ------------------- | --------- | -------- | ------------------- | ------------------------------------------------ |
| 2003 | Chicks Will Dig You | Jasper    | -        | Belvoir St. Theatre | junto a Toby Schmitz, Ewen Leslie y Larissa Rate |